# Fitz and the Tantrums
Fitz and the Tantrums je americká hudební skupina, založená v roce 2008 v Los Angeles. Skupinu založil zpěvák Michael Fitzpatrick a přidali se k němu zpěvačka Noelle Scaggs a bubeník John Wicks, které mu doporučil jeho kamarád, saxofonista James King. Wicks do skupiny přivedl ještě baskytaristu Joea Karnese a klávesistu Jeremyho Ruzumna. Své první EP skupina vydala v srpnu 2009 a neslo název Songs for a Breakup, Vol. 1 a o rok později vyšlo první řadové album nazvané Pickin' Up the Pieces. V listopadu 2010 skupina vydala další EP Santa Stole My Lady a druhé řadové album More Than Just a Dream vyšlo v květnu 2013. V roce 2020 skupina vydala své první koncertní album Live in Chicago; následovala další dvě studiová alba, Let Yourself Free (2022) a Man on the Moon (2025).

## Diskografie
Studiová alba
- Pickin' Up the Pieces (2010)
- More Than Just a Dream (2013)
- Fitz and the Tantrums (2016)
- All the Feels (2019)
- Let Yourself Free (2022)
- Man on the Moon (2025)

EP
- Songs for a Breakup, Vol. 1 (2009)
- Santa Stole My Lady (2010)
- Perfect Holiday (2023)

Singly
- „Winds of Change“ (2010)
- „L.O.V.“ (2010)
- „Breakin' the Chains of Love“ (2010)
- „MoneyGrabber“ (2011)
- „Don't Gotta Work It Out“ (2011)
- „Out of My League“ (2013)
- „The Walker“ (2013)
- „Fools Gold“ (2014)
- „HandClap“ (2016)
- „Roll Up“ (2016)
- „Fool“ (2017)
- „123456“ (2019)
- „Don't Ever Let Em“ (2019)
- „I Need Help!“ (2019)
- „All the Feels“ (2019)
- „I Just Wanna Shine“ (2019)
- „Sway“ (2022)
- „The Wrong Party“ (2022)
- „Give Love This Year“ (2023)
- „No Goodbyes (Friends Forever)“ (2024)
- „Ruin the Night“ (2025)
- „Man on the Moon“ (2025)
- „OK OK OK“ (2025)